# Francesco IV Ordelaffi
Francesco IV Ordelaffi (1435 - 1466), connu aussi sous le nom de Cecco IV, était un noble italien, appartenant à la célèbre famille des Ordelaffi de la ville de Forlì, qui vécut au XVe siècle.

## Biographie
Fils de Antonio I Ordelaffi  et de Caterina Rangoni, Francesco IV est le frère de Pino III Ordelaffi. Il épousa Elisabeth Manfredi (Faenza 1443 - Faenza 1469), sœur de Barbara Manfredi épouse de Pino.
Il fut seigneur de Forlì de 1448 à sa mort en 1466.
À la mort de son père, Antonio I Ordelaffi, Francesco avait seulement 13 ans et la régence fut assurée par sa mère Caterina Rangoni qui se fit assister par son frère Ugo Rangoni. Ce dernier fut expulsé de la ville de Forlì en 1454 par Francesco et son frère Pino et ceux-ci régnèrent conjointement sur la ville jusqu’à la mort de Francesco.